# PXN
PXN (англ. Paxillin) – білок, який кодується однойменним геном, розташованим у людей на короткому плечі 12-ї хромосоми. Довжина поліпептидного ланцюга білка становить 591 амінокислот, а молекулярна маса — 64 505.
| 10         |  | 20         |  | 30         |  | 40         |  | 50         |
| ---------- |  | ---------- |  | ---------- |  | ---------- |  | ---------- |
| MDDLDALLAD |  | LESTTSHISK |  | RPVFLSEETP |  | YSYPTGNHTY |  | QEIAVPPPVP |
| PPPSSEALNG |  | TILDPLDQWQ |  | PSSSRFIHQQ |  | PQSSSPVYGS |  | SAKTSSVSNP |
| QDSVGSPCSR |  | VGEEEHVYSF |  | PNKQKSAEPS |  | PTVMSTSLGS |  | NLSELDRLLL |
| ELNAVQHNPP |  | GFPADEANSS |  | PPLPGALSPL |  | YGVPETNSPL |  | GGKAGPLTKE |
| KPKRNGGRGL |  | EDVRPSVESL |  | LDELESSVPS |  | PVPAITVNQG |  | EMSSPQRVTS |
| TQQQTRISAS |  | SATRELDELM |  | ASLSDFKIQG |  | LEQRADGERC |  | WAAGWPRDGG |
| RSSPGGQDEG |  | GFMAQGKTGS |  | SSPPGGPPKP |  | GSQLDSMLGS |  | LQSDLNKLGV |
| ATVAKGVCGA |  | CKKPIAGQVV |  | TAMGKTWHPE |  | HFVCTHCQEE |  | IGSRNFFERD |
| GQPYCEKDYH |  | NLFSPRCYYC |  | NGPILDKVVT |  | ALDRTWHPEH |  | FFCAQCGAFF |
| GPEGFHEKDG |  | KAYCRKDYFD |  | MFAPKCGGCA |  | RAILENYISA |  | LNTLWHPECF |
| VCRECFTPFV |  | NGSFFEHDGQ |  | PYCEVHYHER |  | RGSLCSGCQK |  | PITGRCITAM |
| AKKFHPEHFV |  | CAFCLKQLNK |  | GTFKEQNDKP |  | YCQNCFLKLF |  | C          |

A: Аланін

C: Цистеїн

D: Аспарагінова кислота

E: Глутамінова кислота

F: Фенілаланін

G: Гліцин

H: Гістидин

I: Ізолейцин

K: Лізин

L: Лейцин

M: Метіонін

N: Аспарагін

P: Пролін

Q: Глутамін

R: Аргінін

S: Серин

T: Треонін

V: Валін

W: Триптофан

Кодований геном білок за функцією належить до фосфопротеїнів. 
Задіяний у таких біологічних процесах, як клітинна адгезія, ацетилювання, альтернативний сплайсинг. 
Білок має сайт для зв'язування з іонами металів, іоном цинку. 
Локалізований у цитоплазмі, цитоскелеті, клітинних контактах.